# Maximilian Prüfer
Maximilian Prüfer (* 1986 in Weilheim in Oberbayern) ist ein deutscher Konzeptkünstler.
Prüfer entwickelt für seine vielseitige Arbeit oftmals aufwendige Verfahren, so überträgt er beispielsweise die Schuppen von Schmetterlingen auf Papier (Schmetterlingsdrucke) oder bringt Fliegenschwärme durch Wärmefelder dazu, sich in bestimmten Strukturen zu bewegen.
Mittels einer von ihm entwickelten Technik, der „Naturantypie“, lässt Prüfer feinste Spuren aus der Natur sichtbar werden, beispielsweise Spuren von Ameisen, Flügelschläge von Nachtfaltern oder den Aufprall von Regentropfen.

## Werdegang
Prüfer wuchs in Deutschland und in Portugal auf. Er studierte Design und Kommunikationsstrategie an der Hochschule Augsburg und Freie Kunst an der Accademia di Belle Arti di Bologna, Italien. Seine Werke behandeln Themen der Philosophie, Politik, Sozialphilosophie, Natur sowie Naturphänomene.

## Tier- und Spurenbilder

Maximilian Prüfer, Dokumentationsaufnahme von ^ I – Snail Picture Traces of Snails, 2015, Naturantypie, 180 × 240 cm

Prüfer studiert für seine Spurenbilder Phänomene aus der Natur sowie Verhaltensweisen von Tieren, meist Insekten. Durch eine gezielte Manipulation der Umgebung oder der Tiere selbst veranschaulicht er ureigene Grundbedürfnisse und Verhaltensweisen, die alle Lebewesen aufzeigen. Die Reaktion der Tiere, beziehungsweise deren Spurenbilder, stehen dabei oft metaphorisch für das Verhalten von Menschen im Bezug zur Gesellschaft.

Maximilian Prüfer, Detailaufnahme – Big Rain Picture I, Imprints of raindrops, 2015, Naturantypie, 140 × 270 cm

So werden beispielsweise Schnecken zum Sinnbild einer Massenbewegung, die sich nur aus dem Prinzip des Energiebedarfs ergibt. Ohne jegliche Kommunikation der Tiere untereinander bewegen sie sich, durch eine gezielte Veränderung des Untergrunds, in die gleiche Richtung, und nehmen kollektiv den Weg des geringsten Widerstands.
In Prüfers als „Regenbilder“ betitelten Werken stellt er einen kosmologischen Bezug zum Sternenhimmel her und verweist auf deren Parallelen. So wie sich die Himmelskörper aus Verdichtungen von Staub aus dem Urknall bildeten, so entstehen Regentropfen durch die Verdichtung von Wasserdampf. Prüfer visualisiert hier das Verteilungsverhältnis der Sterne am Himmel durch die Regentropfen, deren Aufprall auf dem Erdboden (oder seinem Bildträger) ein vergleichbares Verteilungsmuster beschreiben.

### Weitere Techniken
Neben der Technik der Naturantypie entwickelte Maximilian Prüfer ebenfalls die Technik des „Schmetterlingsdrucks“ – ein Verfahren, das die Übertragung der Pigmentschuppen von Schmetterlingen auf Papier ermöglicht. Die Schmetterlinge werden dabei von einem Objet trouvé zu einem naturalistischen Abdruck, der sowohl die Frage nach der Urheberschaft der Arbeit stellt, als auch den evolutionären Prozess illustriert, in dem er das „Bild“ mit seinen Ursprüngen von Entwicklungsprozessen und Umwelteinflüssen darstellt.

## Politisches Werk

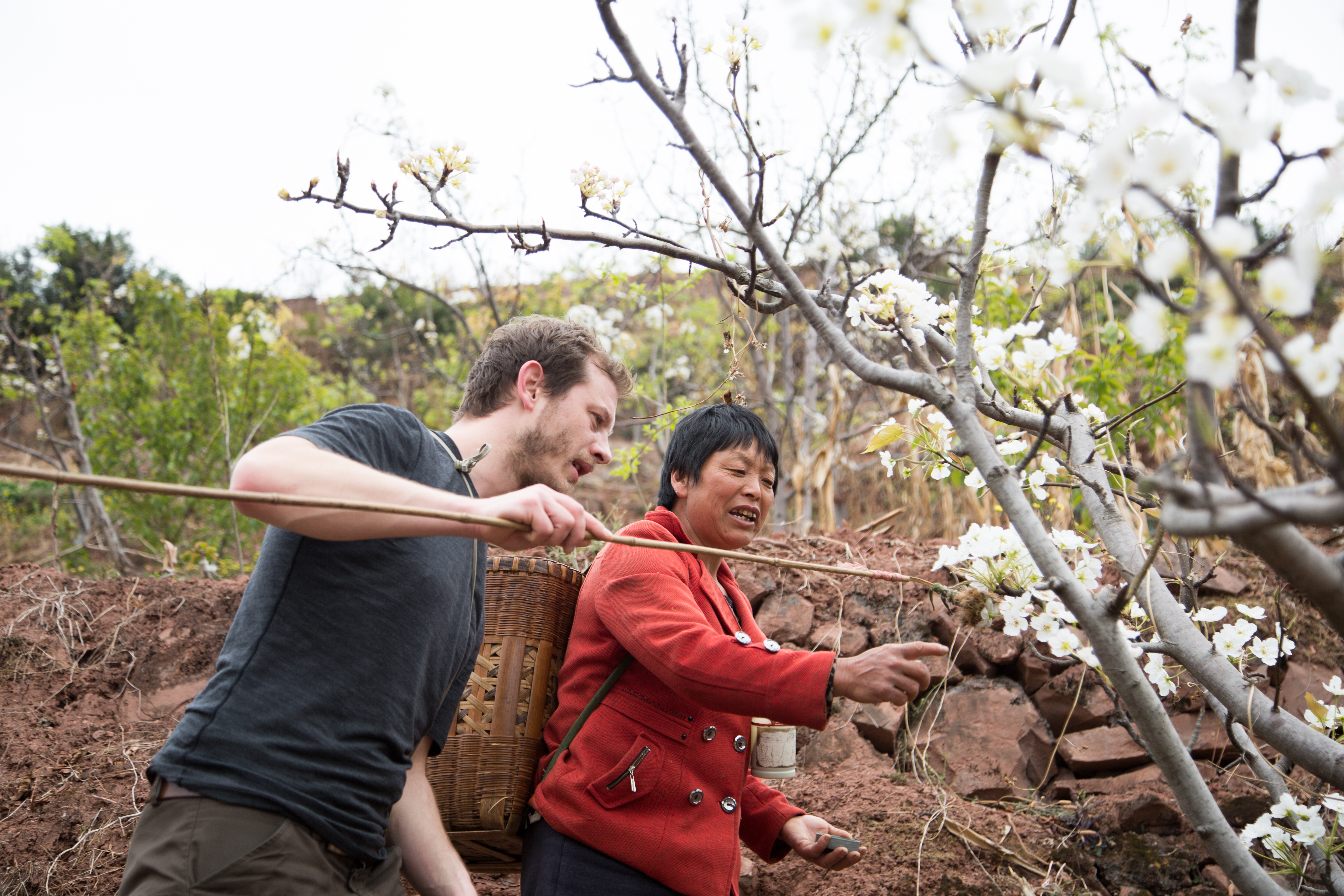
Der Künstler Maximilian Prüfer (links) bei dem Bestäuben eines Obstbaumes auf einer Obstplantage in Sichuan, China.

Für sein kunstpolitisches Projekt „A Gift From Him“ (2018), das sich mit den ökosystemischen Auswirkungen des Bienensterbens beschäftigt, reiste Prüfer mehrere Male in die chinesische Region Sichuan – nahe der Stadt Chengdu in der Volksrepublik China. Hier übernehmen chinesische Plantagenarbeiter die Funktion der Insekten und bestäuben die Obstbäume händisch. Dies ist notwendig, da durch massiven Pestizideinsatz vergangener Dekaden bis heute sowie als Folge der Umweltzerstörung kaum Insekten überlebt haben, um diesen Vorgang natürlich auszuführen. In diesem Handeln sieht Prüfer den Versuch, etwas Verlorenes notwendigerweise künstlich zu ersetzen, um die Obsternte zu sichern.
Prüfer erlernte von den örtlichen Bauern das manuelle Bestäuben der Blüten, informierte sich über den Umgang der Einwohner mit dieser veränderten Situation einer reduzierten botanischen Diversität und beteiligte sich in seiner zweiten Reise an der Ernte.

In Fotografien, Filmen und Objekten (darunter Bestäubungswerkzeuge, Pollengefäße, und Transportkörbe der Bauern sowie die Dokumentation und der Abguss einer Birne, die aus einer eigens ‚präparierten‘ Blüte stammt) dokumentiert Prüfer diesen menschlichen Eingriff in die Natur im Zeitalter des Anthropozän.

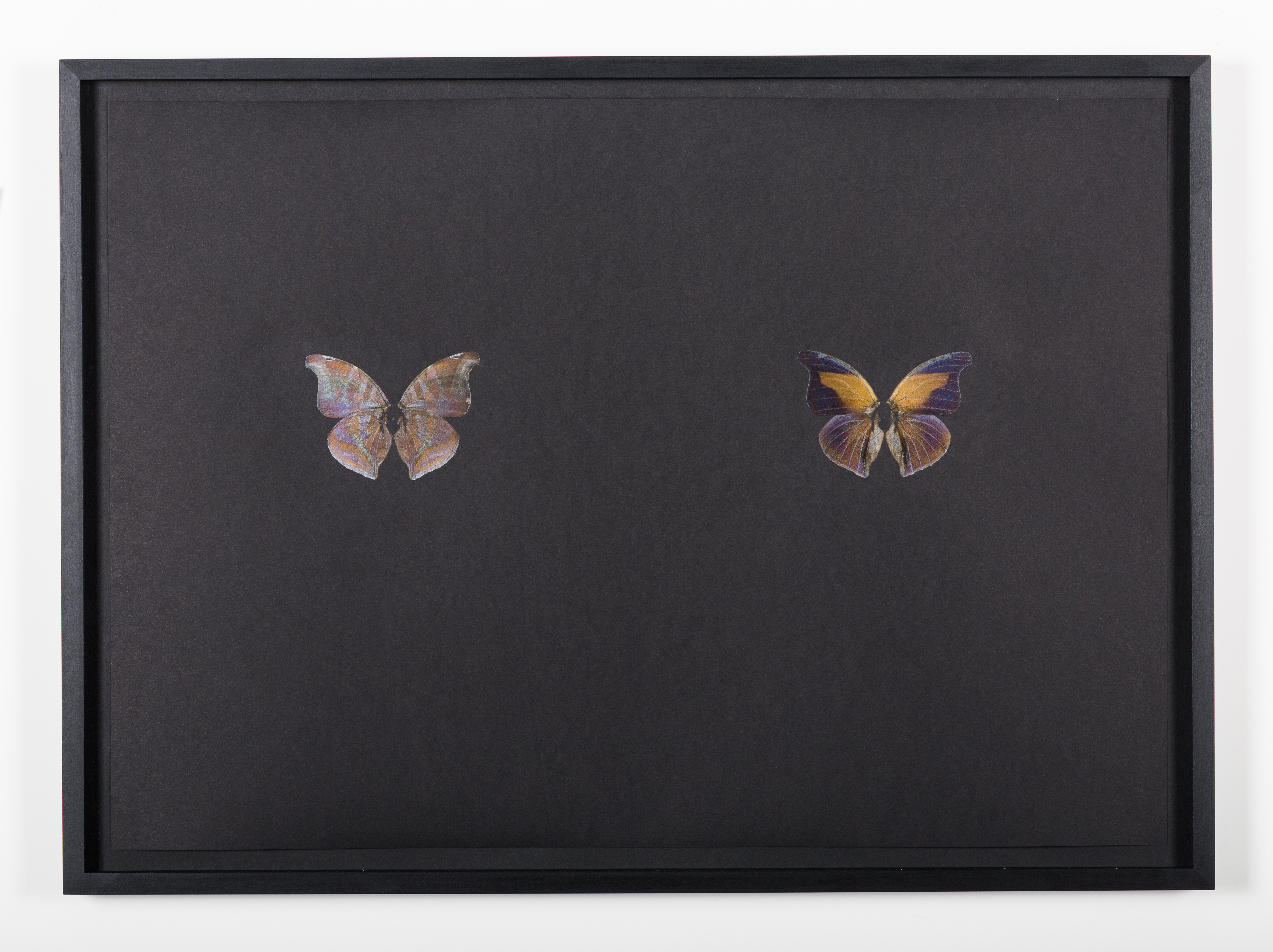
Maximilian Prüfer, Black Butterflyprint 120, 2017, Schmetterlingsschuppen auf Papier, 45,3 × 63 cm

## Ausstellungen (Auswahl)

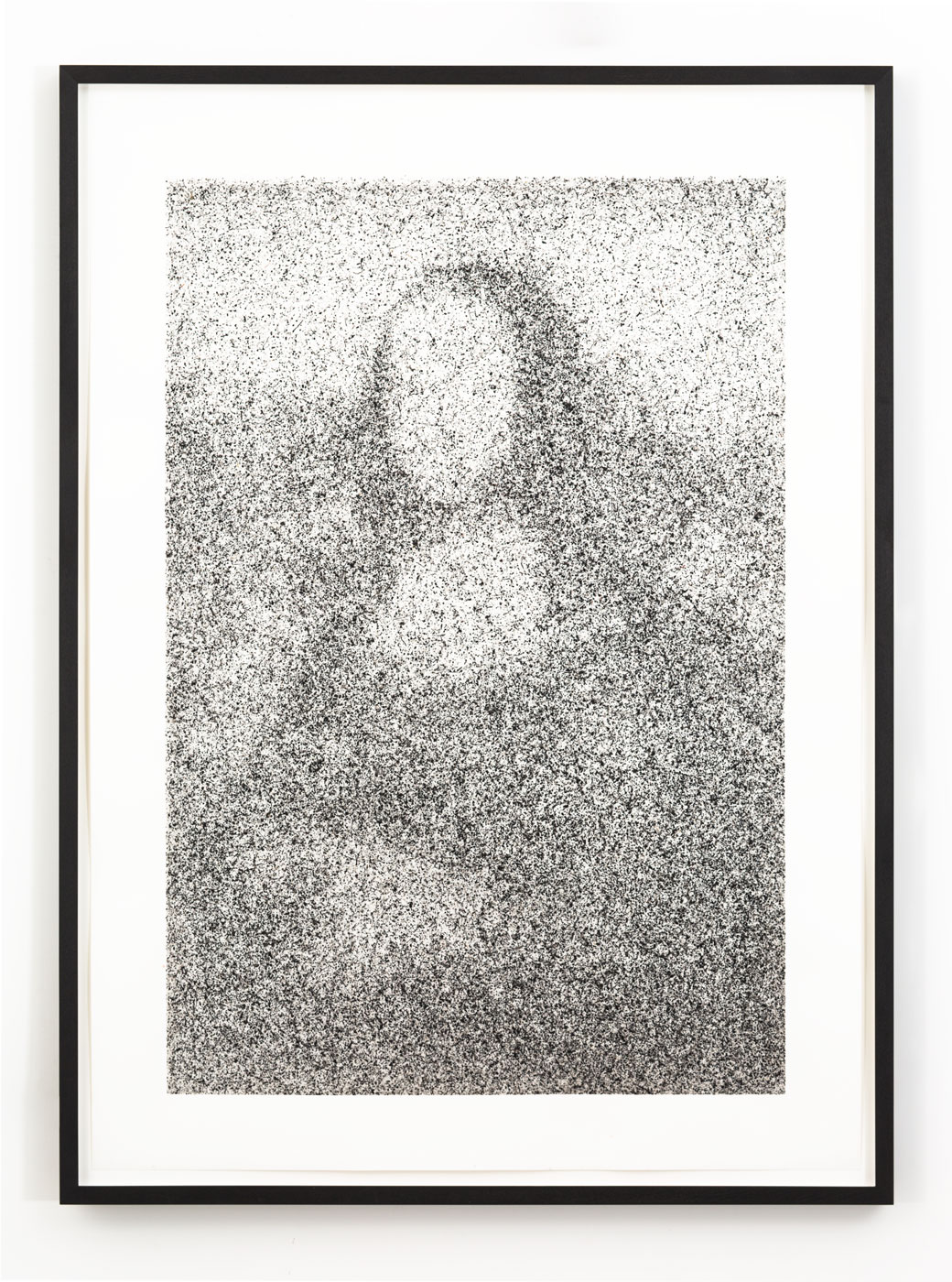
Maximilian Prüfer, Mona Lisa (La Gioconda) 2, 2019, Fly-Behavior on Hadern-Paper, 90,1 × 64,8 cm

### Einzelausstellungen
- 2023: Fruits of Labour, Weltmuseum Wien, Wien[10]
- 2023: First Alphabet, Galerie Kandlhofer, Wien[11]
- 2020: Everything is going to be alright (mit Andreas Greiner), DG Kunstraum, München[12]
- 2019: Tier, Galerie Kandlhofer, Wien[13]
- 2018: Vieh, Museum Villa Rot, Burgrieden[14]
- 2018: Sotheby’s München
- 2017: Brut, Galerie Kandlhofer, Wien[15]
- 2016: Ei, Neue Galerie im Höhmannhaus, Augsburg[16]
- 2015: Flug, LisaBird Contemporary, Wien[17]
- 2014: Artefakte – mit Nikola Irmer, MEWO Kunsthalle, Memmingen
- 2013: Mauser, Debütantenausstellung, gefördert mit den Mitteln des Bayerischen Staatsministeriums für Wissenschaft, Forschung, Augsburg

### Gruppenausstellungen
- 2020: Kunst für Tiere, Kunst- und Kulturstiftung Opelvillen Rüsselsheim, Rüsselsheim[18]
- 2019: Flügelschlag, Museum Sinclair Haus, Bad Homburg[19]
- 2018: Egon Schiele. Reloaded, Leopold Museum, Wien[20]
- 2018: I followed you to the sun, Galerie Kandlhofer, Wien[21]
- 2017: Nach der Natur, Museum Sinclair Haus, Bad Homburg[22]
- 2017: Bilder Fragen, H2 Zentrum für Gegenwartskunst, Augsburg[23]
- 2016: Black Paintings: a response to Jackson Pollock, Site 131, Dallas, USA[24]
- 2015: KUNS-T-RAUM. Jubiläumsausstellung, Marktoberdorfer Kunstverein, Marktoberdorf[25]
- 2015: Himmelwärts, Museum Sinclair Haus, Bad Homburg[26]
- 2014: Konstellationen, Galerie f5,6, München[27]
- 2014: Kunstradius / 150, Kunst im Schloss, Städtische Galerie, Wertingen, DE

## Auszeichnungen
- 2021: Bayerischer Kunstförderpreis Bildende Kunst
- 2018: EHF Künstlerstipendium der Konrad-Adenauer-Stiftung
- 2017: Kunstpreis des Bezirks Schwaben
- 2015: Atelierförderprogramm des Freistaats Bayern 2015/2016
- 2014: Kunstförderpreis der Stadt Augsburg
- 2013: Debütantenförderung des Bayerischen Staatsministeriums für Wissenschaft und Kunst
- 2013: Sonderpreis der Franz Schmid Stiftung

## Bibliografie
- Maximilian Prüfer: Brut, (Texte) Claire Breukel, Markus Gabriel, Roman Grabner, Alexandra Grimmer, Hatje Cantz Verlag, Berlin, 2017[28]
- Maximilian Prüfer: Mauser. Catalog of Works (Hrsg.) Berufsverband Bildender Künstler Schwaben-Nord und Augsburg e.V. Augsburg, 2013